# NGC 4928
NGC 4928 (również PGC 45052) – galaktyka spiralna (Sbc), znajdująca się w gwiazdozbiorze Panny. Odkrył ją William Herschel 25 kwietnia 1784 roku.